# Linn da Quebrada
Linn da Quebrada, nacida Linna Pereira (São Paulo,18 de julio de 1990), es una actriz, cantante y compositora trans brasileña de funk y pop. También es activista por los derechos civiles de la comunidad LGBT y la población negra.

## Biografía
Nacida en los suburbios de Sao Paulo, pasó su infancia y adolescencia en las ciudades de Votuporanga y São José do Rio Preto. Fue criada por su tía en la religión de los testigos de Jehová. Enfrentó prejuicios por parte de su familia y la comunidad religiosa al afirmar su homosexualidad y su transidentidad. Dejó su religión y la casa de su madre, para posteriormente establecerse en São Paulo. Se define como queer, trans, negra y periférica. En 2014, Linn da Quebrada se entera de que tiene un cáncer en los testículos, lo que necesita la ablación y una quimioterapia durante tres años, para llegar a curarse en 2017.

## Carrera
Linn da Quebrada comenzó su carrera como intérprete. Su primera canción, titulada Enviadescer, salió a la luz en marzo de 2016. Tomó el nombre de escena Mc Linn Quebrada. Abandonó rápidamente el prefijo « MC ». En 2016, publicó Talento, Bixa Preta y Mulher. Se produce sobre escena y efectúa una gira nacional en 2016 y 2017. El mismo año, la cantante Liniker le rinde homenaje a través de la pieza Lina X.
En 2017 publicó su primer álbum audiovisual Pajubá. En junio de 2017, acompañó al DJ Boss "Close Certo" de DJ Boss en Drama.  Participó a la película LGBT Body Electric. También ha sido una de las protagonistas de la serie Melissa Curb, la marca Melissa.
El primer sencillo del álbum debut de Linn, Bomba Caralho, se lanzó en septiembre de 2017.
El 30 de noviembre de 2017, el documental My Body is Politico, dirigido por Alice Riff, sigue la vida de cuatro activistas LGBT, incluida Linn da Quebrada.
El 8 de diciembre de 2017, Hugo Adescenco, presenta una obra de teatro Unconfortable, basada en el trabajo de Linn da Quebrada. Esta pieza está inspirada en la vida de Linn da Quebrada. Se ocupa de la violencia sexual y de género. Este montaje mezcla teatro, cine, danza y performance en la música del disco.

## Discografía
- Talent, Bixa Preta et Mulher, 2016
- Bomba Caralho, 2017
- Pajubá, 2017

## Filmografía
- Corpo Elétrico, 2017
- Meu Corpo é Político, documental, 2017
- Sequestro Relâmpago, 2018
- Amor & Sexo, serie TV, 2017-2018
- Bixa Travesty, documental de Kiko Goifman y Claudia Priscilla, 2018, 1h15